# Hauenstein (Adelsgeschlecht)

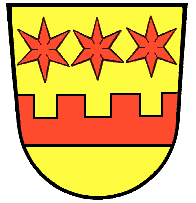
Wappen der Herren von Hauenstein

Die Herren von Hauenstein waren ein vorderösterreichisches Rittergeschlecht am Hochrhein.

## Geschichte
Vieles ist über das Rittergeschlecht derer von Hauenstein nicht bekannt. Sie hatten ihren Stammsitz auf der zwischen Laufenburg und Waldshut gelegenen Burg Hauenstein. Urkundlich sicher zuordenbar treten die Herren von Hauenstein erstmals im Jahre 1215 mit Eberhard und Lüthold von Hauenstein in Erscheinung. Eine frühere Nennung ist in dem um 1140 entstandenen Nekrolog des Klosters Hermetschwil im Aargau, ein Gedenktag am 11. April für einen „Chonradus subdiaconus de Howenstein“ zu finden. Ob dieser dort genannte Subdiakon diesem Geschlecht angehört ist nicht zweifelsfrei erwiesen, ist jedoch anzunehmen. Im Jahre 1027 wurde von Radbot von Habsburg das Kloster Muri als Doppelkloster gegründet. Etwa fünfzig Jahre danach kam es an das Kloster St. Blasien um nach dessen Vorbild reformiert zu werden. Zu diesem Zweck wurden Mönche und Laienbrüder von St. Blasien nach Muri entsandt. So ist es durchaus denkbar das auch der genannte Subdiakon Conrad von Hauenstein einer dieser Laienbrüder war. Dazu kommen Nennungen der Adelsgeschlechter von Buch, und von Bildstein, welche im Hauensteinischen ansässig war. So werden genannt: 26. Februar Mechthilt de Buoch, 30. September Gerdrut de Buoch, 26. Oktober das Ehepaar Ritter Burkard von Buoch und Hedwig (Burchardus miles de Buoch et Hedwigis uxor eius) und Uol de Bilstein.
Mit Graf Rudolf von Habsburg, dem späteren König, hatten sie, wie es scheint, ein gutes und freundschaftliches Verhältnis. Das lässt sich aus einer Bemerkung in einer Urkunde aus dem Jahre 1260 schließen, wo er Ulrich von Hauenstein als seinen „Lieben Franken“ bezeichnet. Ob sich damit auf eine Fränkische Herkunft der Herren von Hauenstein schließen lässt, bleibt offen. Ulrich von Hauenstein wurde im Jahre 1260 dazu genötigt, seine Güter bei Rotenburg, wegen „etlicher Bürger“ zu Laufenburg abzutreten. Am 1. Dezember 1260 bewilligte Rudolf von Habsburg diese Abtretung. Dies zeigt, dass die Habsburger die hoheitlichen Rechte über die Besitzungen des Geschlechts deren von Hauenstein hatte. Wegen dieses Handels baten die beiden Brüder Ulrich und Conrad am 5. April 1266 Rudolf von Habsburg den Bürgern zu Laufenburg die Übergabe der Güter zu bestätigen, die formell im Jahre 1267 an die Brüder Johannes und Jakob von Wessenberg wechselten. Im Gegenzug dafür erhielten sie im selben Jahr von Rudolf einige Besitzungen in Laufenburg. Um welches Rotenburg es sich dabei handelt ist nicht eindeutig geklärt. Eventuell handelt es sich um Burg Rotenburg bei Wieslet. Wahrscheinlicher ist jedoch, dass es sich hierbei um eine abgegangene Burg mit dem gleichen Namen handelt, welche wohl gegenüber Burg Hauenstein auf der anderen Seite des Rheins stand. Dort findet sich in alten Karten ein Gewann namens Rotenburg. Die Rotenburgischen Besitzungen erhielten die Hauensteiner in Form eines Afterlehen von den Grafen von Wessenberg im selben Jahr wieder zurück. Anders lautend ist eine Urkunde ebenfalls aus dem Jahre 1267 die besagt, dass der „Hof Rotenburg an den Edlen Heinrat von Gerwyl“ ging. Das Nekrolog der Deutschordenskommende in Hitzkirch führt für den 20. April einen „Dominus Uolricus de Howenstein“ und dessen Ehefrau „Agnes uxor eius“ auf. Ob es sich dabei um den vorgenannten Ulrich von Hauenstein handelt kann nicht gesagt werden.
Bei einer Waffenstillstandsvereinbarung im Jahre 1262 erscheint ein Burcard von Hohenstein an der Seite der Grafen Rudolf von Habsburg, Gotfrid von Habsburg, Conrad von Freiburg, sowie Otto von Ochsenstein und einem Burcard der Spendere nebst Rat und Bürgerschaft von Straßburg einerseits und dem Straßburger Bischof Walter von Geroldseck andererseits.  Dieser Burcard von Hohenstein gehört wohl zu dem Geschlecht derer von Hohenstein bei Oberhaslach im Unterelsass. Ob dieses Geschlecht mit dem im Herren von Hauenstein verwandt war, ist nicht geklärt.
1268 werden in einem Kaufvertrag des Grafen Hartman von Froburg, ein Burkhard und Rudolf von Hauenstein genannt. Möglich ist, dass diese von einem gleichnamigen Geschlecht vom Hauenstein im Jura her stammen. Wahrscheinlich ist der dort genannte Rudolf von Hauenstein identisch mit dem am 9. November 1288 als Procurator des Klosters St. Urban erwähnten „Rudolfi de Howenstein procuratoris dicti monasterii...“. Dabei ging es um eine Schenkung des Ehepaars Schmid an dieses Kloster, welches damals, wie auch Säckingen, zur Diözese Konstanz gehörte. Weiter hatte das Kloster St. Urban wie das Kloster Säckingen in Schliengen gemeinsame Güter. Da die Urkunde in Basel ausgestellt wurde, ist durchaus denkbar das der genannte Rudolf von Hauenstein aus der bei Hauenstein bei Waldshut ansässigen Familie stammt.
Bei den Streitigkeiten um den Gerichtsbann zu Augst zwischen der Herrschaft Rheinfelden und Basel werden in einer Urkunde des Grafen Wernher von Homberg, die auf den 28. Jänner 1275 datiert ist, neben zahlreichen anderen Adelsgeschlechtern ein „Herr Hans von Howenstein“ genannt. Bei dieser Urkunde handelt es sich jedoch offensichtlich um eine Fälschung, denn die meisten der dort aufgeführten Zeugen gehören ins 14. Jahrhundert. Im Jahre 1275 taucht im Lehensrevers Graf Werners von Homberg ein Hans von Hauenstein gegen den Bischof auf. Johann von Hauenstein, der mit Anna von Büttikon verheiratet war, besaß die Ritterwürde und trug vom Stift in Säckingen das Amt des Speicherwartes zu Lehen. Obgleich dies ein sehr einträgliches Amt war gab er dieses im Jahre 1311 wieder auf und zog sich zurück auf die Burg und begnügte sich mit seinen übrigen Lehen- und Zinseinkünften. Er hatte zwei Söhne Ritter Johann und Wilhelm. Bader schreibt das Wilhelm wohl der letzte des Geschlechts war doch hatte Wilhelm wohl noch einen Sohn namens Hanman.

Stammsitz Burg Hauenstein

Am 14. August 1295 verkaufte ein „Johanne dicto Houwenstein ex parte altera“ seine Rechte an einem Haus in Basel dem Stift St. Leonhard in Basel. Fraglich ist hierbei, ob es sich um den gleichen Johannes von Hauenstein handelt oder ob es zeitgleich einen weiteren Herrn dieses Namens gab. Für letzteres sprechen die genannten Zeugen „Luprando de Biberesche“ und „Heinrico de Berne“. Mit Biberesche ist Biberist im Kanton Solothurn gemeint. Zwischen Basel und Solothurn befindet sich ein Pass mit dem Namen Hauenstein, worauf sich dieser Name beziehen könnte. Am 19. Mai 1316 erreichte Ritter Johannes von Hauenstein, dass ihm und seiner Frau Anna der Ort Dossenbach samt Zwing und Bann und Eigenleuten zu Lehen von Markgraf Heinrich von Hachberg, Herr zu Rötteln und dessen Bruder Otto, übertragen wurde. Dieses Lehen hatten die Edlen von Hauenstein bereits wohl seit etwa 1284, denn es heißt: „... welches seine Vorfahren von ihnen zu lehen gehabt haben...“ Dossenbach hatte einen eigenen Ortsadel, welcher mit Heinrich von Dossenbach und dessen Ehefrau Gertrud wohl um die Zeit um 1284 ausstarb. Dies geht aus einer Urkunde hervor worin der Deutsche Ritterorden in Beuggen bekannte, dass das vorgenannte Ehepaar ihr Begräbnis „zu Buken gewählt haben, auf einem Acker, genannt Wittengrunt“ und dafür eine Jahrzeit gestiftet hatten. Auch Heinrich von Dossenbach, wohl der Vater des vorher genannten, wählte am 10. Juni 1258 Beuggen als Begräbnisstätte.
1297 und nochmals ein Jahr später erscheint erneut „Johans Höwenstein“ in einer Urkunde einer Verleihung eines Hauses in Kleinbasel. Dort werden unter anderen als Zeugen ein „Rudolf von Keiserstvl“ und ein „Johans von Friburg, kuphersmit“ genannt. Doch auch diese Zeugen weisen kaum auf Zeugen aus dem Waldshuter Gebiet hin. So passt auch eher nicht der 1298 genannte Bertoldus von Höwenstein, Knecht des Basler Ritters Peter Schaler in die Stammfolge der bei Bad Säckingen ansässigen Familie.

Überliefert ist, dass die Herren von Hauenstein die Burg Hauenstein, ein Reichslehen, als österreichische Burghutlehen besaßen.
 Dies geht aus einer Urkunde aus dem Jahre 1304 in lustiger Weise hervor als Johann und Ulrich von Hauenstein nach einem Prozess gegen den Stift St. Blasien auf eine jährliche Abgabe des Klosters von zwei Pelzwämsen und zwei Paar Schuhen für die Hauensteiner Schlosswächter verzichten mussten, da sich bei den Verhandlungen kein Mensch aus früherer Zeit an eine sich an eine solche Abgabe erinnern konnte.
Mit einer Urkunde vom 1. August 1356 erlaubte die damalige Äbtissin des Damenstifts Säckingen, Margaretha von Grünenberg, Wilhelm von Hauenstein und dessen Erben die Übertragung einer Stiftungsrente von einem Gut auf ein Anderes.
Wilhelm von Hauenstein verkaufte nun dieses mit Einverständnis seines Sohnes Henman am 8. August 1368 an den Markgrafen Rudolf III. von Hachberg. In einem Lehensverzeichnis der Habsburger aus dem Jahr 1318 wird ein Herman von Höwenstein genannt, der von seinem „Gütlein“ 2 Mut Kernen zu geben hatte. Eine Helwig von Hauenstein erscheint im Jahre 1349 als das Weib des Edelknecht Gregorius von Lörrach.
Henman von Hauenstein war ein Anhänger des Hauses Habsburg. So stellte er sich nach der Inhaftierung des Luzerner Schultheissen Petermann von Gundoldingen und Johannes von Ow (von Au) im Jahre 1370, die einem Landfriedensbruch gleichkam, auf die Seite der Brüder Bruno und Herdegen Brun gegen die Stadt Zürich. Dies zeigt ein Eintrag im Zürcher Stadtbuch. Henman von Hauenstein stand unter Verdacht, dass er 1375 beim Einfall der Truppen des Enguerrand VII. de Coucy und seinem Heer der so genannten Gugler, der offiziell gegen das Haus Habsburg gerichtet war, zusammen mit anderen habsburgtreuen Adligen der Region sowie dem Basler Bischof Johann von Vienne, auf Seiten Coucy´s stand. Der Schweizer Geschichtsschreiber Aegidius Tschudi bemerkt dazu: „der Bischof von Basel ward gar vast verdacht, daß er die Gugler (oder Engländer) haruf verschaft hätte denen von Bern zu leid“. Ochs greift das in seiner Schilderung so auf: „Das Leistungsbuch zeigt auch, daß Coucy unter dem benachbarten Adel Anhänger und Helfer hatte, in dem es der Mahnung gedenkt, welche der Rath ergehen ließ, und zwar „auf Marggraf Hessen von Hochberg, Jungher Hannemann von Bechburg, Her Burkhard Sporer, Hannemann von Howenstein, Herman zer Nesseln, Hans Nans, Graf Hartmann von Kyburg, die von Burgdorf, Heinrich von Swandegk, den Herrn von Cussin, und alle ihre Helfer und Diener, und die Ihren“.“
Später stand Henmann in den Diensten des Markgrafen Rudolf III. von Hachberg-Rötteln. Er war als Vogt für eventuelle Ehestreitigkeiten des Markgrafen und dessen Ehefrau Anna von Freiburg verpflichtet die Ehesteuer und Mitgift in deren Sinne zu verwalten. In diesem Amt finden sich einige urkundliche Erwähnungen, wo er als Zeuge und Mitsiegler auftritt. So in den Jahren 1387, 1388 und 1389. 1393 siegelte Henman von Hauenstein die Urfehde des Johannes Scheffer, genannt der Witwen Sohn von Weitbruch für die Deutschritterkommende Beuggen, dessen Ziehvater er gewesen zu scheint.
Verheiratet war Henman von Hauenstein mit Else Sweininger. Sie war vermutlich die Tochter des Edelknechts Konrad Sweininger und der Verene von Achdorf. Diese baten am 18. September 1337 den Markgrafen Otto von Hachberg, Herr zu Röteln, „80 Mark lötigen silbers Basler gewichtes“ zur Widerlegung ihrer Ehesteuer auf den Zehnten zu Möhlin verwiesen habe. Dieses Lehen hatte sein Bruder, der Edelknecht Johann von ihm zu Lehen erhalten. Aus dieser Ehe stand später Henmann ihm und seiner Ehefrau das Erbe des Laienzehnts in der Ortschaft Möhlin (CH) zu, auf welches er jedoch 1397 keinen Anspruch erhob und sich lediglich das Recht einer späteren Einforderung vorbehielt, was er auch ein Jahr später tat. Dies blieb nicht ohne Folgen denn es führte zu Streitigkeiten mit seinem Dienstherrn Markgraf Rudolf von Hachberg-Sausenberg, Herr zu Rötteln, die in Nachfolgeschaft von Hanman von Büttikon bis Januar 1408 anhielten. Letztmals im Jahre 1403 tritt Henman von Hauenstein urkundlich in Erscheinung. Er stirbt vermutlich kurze Zeit darauf in Säckingen, wo er Bürger war.
Mit dem Tod des Henman von Hauenstein erlosch das Geschlecht der Herren von Hauenstein im Mannesstamme.

## Wappen
In Gold ein auf der Oberseite viermal gezinnter roter Balken über dem drei sechszackige rote Sterne schweben.